# Művészet (folyóirat, 1960–1990)
A Művészet a Magyar Képzőművészek Szövetségének folyóirata 1960–1990 között, havonta, Budapesten jelent meg. A korszakban elvárt művészetpolitikai törekvések megvalósítására törekedett az első évtizedekben.

## Szerkesztői, témái
Kezdetben Pogány Ö. Gábor volt a főszerkesztő, a folyóirat munkatársai a saját szerkesztőség tagjaiból és a Magyar Nemzeti Galéria munkatársaiból kerültek ki. A lap illusztrációi fekete-fehérben jelentek meg. 1972-ben Pogány Ö. Gábort leváltották, helyette Rideg Gábor vezette a szerkesztőséget. A lap ettől fogva színes illusztrációkkal gazdagodott, de továbbra is a korszakban megkívánt marxista esztétika jegyében írtak, azonban a hagyományos képzőművészeti műfajok (festészet, grafika, szobrászat) mellett behatóbban kezdtek foglalkozni az építészettel, továbbá az iparművészet, a régészet, a néprajz és a fotóművészet területeivel. Tematikus számokat jelentettek meg, amelyek teljes egészében egy-egy tájegység, megye vagy város kortárs képzőművészete mellett annak régészeti és művészettörténeti emlékeivel is foglalkoztak.
1973-tól vitacikkek jelentek meg a dizájnról, a modern művészeti múzeum problémájáról a hidegbe zárt képek ürügyén, vizsgálat alá vették az 1945 utáni képzőművészeti termékeket, az 1970-es években már vitatkoztak az avantgárd konstruktív szemléletű képviselőivel, s Kondor Béla 1973-ban bekövetkezett halála kapcsán elindult a közeli múlt jelentős alkotóinak feldolgozása tanulmányokkal, interjúkkal, elemzésekkel. Kondort Barcsay Jenő, Bozzay Dezső, Korniss Dezső, Somogyi József, Gádor István, Tóth Menyhért, Borsos Miklós, Bálint Endre, Vilt Tibor, Martyn Ferenc, Székely Péter, Varga Imre, Gyarmathy Tihamér, Lossonczy Tamás alkotói munkásságnak bemutatása követte.
Tematikus számokat jelentettek meg stílusokról, műfajokról, iskolákról (szecesszió, kortárs grafika, Gresham-kör, Római iskola).
A rendszerváltáskor a főszerkesztő lemondott, s a lap megszűnt (1990. március). Jogutódja nem lett, de valójában helyét a még abban az évben induló Új Művészet betöltötte.